# Język wamesa
Język wamesa – język austronezyjski używany w prowincji Papua Zachodnia w Indonezji, w południowo-wschodniej części półwyspu Ptasia Głowa. Według danych z 1993 r. posługuje się nim 5 tys. osób.
Dzieli się na trzy dialekty: windesi (a. windessi, wendesi), wandamen (a. wondama), bintuni (a. bentoeni). Nazwy tych dialektów (w różnych wariantach zapisu) bywają wzmiankowane w literaturze jako określenie na sam język. Większość jego użytkowników posługuje się także malajskim papuaskim.
Jeden z lepiej poznanych języków zatoki Cenderawasih, choć nie wszystkie poświęcone mu materiały zostały opublikowane. Pewne dane gramatyczne zebrał H.K.J. Cowan (1955), nowsze publikacje obejmują słownik (1991) i rozmówki (1983). Istnieje też opis morfofonologii z 2014 r.  Jest zapisywany alfabetem łacińskim.